# Црква Светог Николе у Уровици
Црква Светог Николе у Уровици, насељеном месту на територији општине Неготин, припада Епархији тимочкој Српске православне цркве.

## Изградња
Село Уровица се као једна парохија спомиње у свештеничким документима из 1736. године заједно са селима Вратна и Јабуковац. Тек од 1932. регулацијом парохија постала је засебна парохија. У Уровици је 1704. постојала црква брвнара која је срушена 1906. јер је била склона паду. Од ње је сачуван олтар, данас у форми мале капеле која се североисточно од нове цркве, налази у црквеној порти.
Иницијатива за подизање новог храма покренута је 14. априла 1898. године када је председник Тимочког духовног  суда, протојереј Павле Милетић доставио министру просвете и црквених послова документе за израду плана цркве у вредности од 10.000 динара. План и предрачун за грађење цркве стигао је 30. октобра 1898. из Министарства грађевина, а пројектовао ју је архитекта Светозар Ивачковић. На лицитацији је послове градње добио Манојло Николић, предузимач из Неготина 13. фебруара 1899.  Градња Цркве Светог Николе у Уровици трајала је до 1903. године.

## Архитектура
Црква у Уровици је једнобродна и састоји се из олтарског простора на истоку, наоса у средишњем делу и припрате на западу. Црква је обновљена 2005. године и тада је умногоме изменила изглед. На западној страни јој је додат трем, нижи у односу на припрату и покривен полукружним кровом. Олтарски простор цркве се састоји из правоугаоног дела, на који се наставља тространа апсида. Покривен је двосливним кровом, као и наос и припрата, а апсида сегментираним. Храм је омалтерисан. Фасада цркве је уређена у виду хоризонталних трака и обојена је у беж боју. Има фризове који наглашавају лучне завршетке прозора, а обојени су у бордо боју, што грађевини даје неовизантијски изглед. Улаз у храм је на западној страни и води у јединствен простор храма који је засведен полуобличастим сводом. на зидовима наоса су отворене по три монофоре, а простор олтара осветљавају три монофоре олтарске апсиде.

## Иконостас и зидно сликарство
Иконе за иконостас и за владарски трон израдио је сликар Милисав Марковић који је осликао велики број иконостаса за цркве у Зајечару, Сокобањи, Михајловцу, Леновцу, али и зидно сликарство у Манастиру Буково.
Након обнове 2005. године унутрашњост Цркве Светог Николе у Уровици обојена је у белу боју, а стари иконостас је замењен новим, који је настао исте године.

## Ризница
Из некадашње цркве брвнаре која је постојала у овом селу сачуване су и иконе које су биле постављене на олтарској прегради. Њих је у првој половини 19. века насликао непознати зограф. Иконе су доста оштећене а сачуване су представе Исуса Христа, Богородице са Христом, Светог Јована Крститеља са крилима, архангела Михаила, Светог Николе, Свете Параскеве, апостола Јована, као и прикази Благовести, Вазнесења и Распећа Христовог.